# Grntchari
Grntchari (en macédonien Грнчари) est un village du sud-est de la Macédoine du Nord, situé dans la municipalité de Resen. Le village comptait 417 habitants en 2002.

## Démographie
Lors du recensement de 2002, le village comptait :
- Macédoniens : 79
- Albanais : 326
- Turcs : 11
- Autres : 1